# نوكيا 105 (2017)
نوكيا 105 (2017) (بالإنجليزية: Nokia 105 (2017))‏ هو هاتف محمول يحمل علامة نوكيا طوّر بواسطة إتش إم دي العالمية. وصدر في 17 يوليو 2017 (إلى جانب نوكيا 130 (2017)) وهو متوفر باللون الأسود والأبيض والأزرق. كما أنه يتوفر على 3 ألعاب: الثعبان ودودل جامب وكروسي رود. هناك بعض قطع نوكيا 105 الأخرى التي يتم بيعها في مناطق معينة والتي تحتوي أيضًا على 3 ألعاب إضافية: النينجا وآير ستريك وتتريس.
يأتي الهاتف بإصدارين قياسيين وبطاقتي سيم. تعمل على شبكات جي إس إم 900/1800 (الاتحاد الأوروبي) وشبكات جي إس إم 850/1900 (الولايات المتحدة). نظرًا لكونه هاتفًا محمولًا من الجيل الثاني، فقد استبدل على الغالب بأحدث الأجهزة المحمولة التي تعمل على شبكات الجيلين الثالث والرابع.

## وصلات خارجية
- نوكيا 105 (2017)